# Lisa Rinna
Lisa Rinna est une actrice américaine et un modèle Playboy, née le 11 juillet 1963 à Newport Beach, Californie (États-Unis).

## Biographie

### Jeunesse
Lisa Rinna est née le 11 juillet 1963 à Newport Beach, en Californie, ses parents sont Lois Irene (née DeAndrade) et Frank Rinna.  Elle est d’origine portugaise et italienne. Lisa a une demi-sœur Laurene qui est décédée alors que Lisa n'avait que sept ans. Au cours de la même année, sa famille a déménagé à Medford, dans l’Oregon, lorsque son père y a été muté pour des raisons professionnelles, et elle y a passé le reste de son enfance. Elle est diplômée de la Medford Senior High School en 1981.

### Carrière
L'actrice participe de nombreuses fois à des cérémonies de remise de prix comme The Annual Soap Opera Digest Awards, The Annual American Comedy Awards.
Lisa Rinna commence sa carrière dans la sitcom américaine Valerie. En 1992, l'actrice décroche le rôle de Billie Holliday Reed dans le feuilleton Des jours et des vies. Elle quitte le soap en 1995 pour en rejoindre un autre l'année suivante, Melrose Place. Elle reprend le rôle initialement obtenu par Hunter Tylo. En effet, cette dernière a été virée par Aaron Spelling après avoir annoncé qu'elle était enceinte et après avoir quitté Amour, Gloire et Beauté, pensant que son personnage de Taylor McBride deviendrait régulier. Il le deviendra. Après avoir été remerciée par la production, elle apparaît en guest-star dans plusieurs séries comme Touche pas à mes filles et Veronica Mars.
En 2001, l'actrice est à l'affiche du film Le Courtier du cœur, avec Denise Richards et Charlie Sheen. Elle revient plusieurs fois dans Des jours et des vies. Elle apparaît régulièrement à la télévision avec Harry Hamlin, son mari à la ville. Elle pose entièrement nue et enceinte pour le Playboy de septembre 1998 et de nouveau en mai 2009.
Lisa Rinna est très amie avec Denise Richards (Sexcrimes, Scary Movie 3), qui apparaît d'ailleurs dans son émission de télé-réalité Harry loves Lisa. L'actrice s'est fait augmenter les lèvres à partir d'injections de silicone, en 1986.
Elle a été candidate à la deuxième saison de l'émission Dancing with the Stars avec comme partenaire, Louis Van Amstel.
Elle a aussi été candidate dans la téléréalité de Donald Trump, The Celebrity Apprentice en 2011. Elle a été en compétition face notamment à La Toya Jackson, Lil Jon, Marlee Matlin ou encore de la chanteuse Dionne Warwick. Elle apparaît de nouveau dans l'émission, dans l’édition All-Star Celebrity Apprentice en 2013.
En 2014, elle participe à Sing Your Face Off, l’adaptation américaine de Un air de star. Elle s'est transformée en Justin Bieber, Britney Spears, Cyndi Lauper, Madonna, Dolly Parton et Katy Perry.
La même année, Lisa Rinna rejoint l'émission de télé-réalité, Les Real Housewives de Beverly Hills. Elle fait sa première apparition dans la cinquième saison, aux côtés d'une autre actrice, Eileen Davidson.
En septembre 2020, Lisa Rinna a annoncé qu’elle lançait, Rinna Beauty. Avec ses kits pour les lèvres nommés Birthday Suit, Legends Only et No Apologies.
En 2021, elle a repris son rôle de Billie Reed pour une mini-série spéciale, Days of Our Lives : Beyond Salem, aux côtés de ses co-stars Deidre Hall, Eileen Davidson et Jackée Harry. Elle a continué à d'apparaître à la télévision, avec des rôles d’invitée dans des séries telles que Les Experts, The Middle, The Guest Book, Awkward et This Close.
En janvier 2023, Lisa a annoncé son départ de l'émission Les Real Housewives après huit saisons.
Le même année, elle jouait le rôle de Sheila Klein dans un épisode de la série American Horror Stories.

## Vie privée
Lisa Rinna est mariée depuis le 29 mars 1997 à l'acteur Harry Hamlin. Ils ont deux filles, Delilah Belle (née le 10 juin 1998) et Amelia Gray (née le 13 juin 2001), toutes les deux mannequins,.
Elle a reconnu avoir eu recours à la chirurgie plastique et aux injections de silicone et de Botox.
Le 15 novembre 2021, Lisa Rinna a annoncé le décès de sa mère Lois, qui apparaissait régulièrement dans Les Real Housewives, à la suite d'un accident vasculaire cérébral. Elle avait survécu à l’attaque du tueur en série, David Carpenter, en 1960, trois ans avant la naissance de Lisa.

## Carrière d'actrice

### Cinéma
- 1988 : Captive Rage : Lucy Delacorte
- 1990 : Monday Morning : Susan Pevensie
- 1993 : Robot Wars (en) d'Albert Band : Annie
- 2001 : Le Courtier du cœur (Good Advice) : Veronica Simpson

### Télévision

#### Séries
- 1990 : Valerie : Annie Derrick (saison 5, épisodes 17, 19, 20 et 23)
- 1991 : Alerte à Malibu (Baywatch) : Kelly (saison 2, épisode 8)
- 1991 : Shades of L.A. (en) : Holly (saison 1, épisode 12)
- 1992-1995, 2000-2005, 2012-2013, 2018 : Des jours et des vies (Days of Our Lives) : Billie Reed
- 1996-1998 : Melrose Place : Victoria « Taylor » Davis McBride (saisons 5 et 6 + saison 7, épisodes 1 à 7)
- 1998 : House Rules : Cassiopa « Cassie » Devine (saison 1, épisode 1)
- 2000 : Movie Stars (en) : Amy Wells Hunter (saison 2, épisode 3)
- 2002 : My Adventures in Television (en) : Samantha (saison 1, épisode 4)
- 2004 : Touche pas à mes filles (8 Simple Rules) : Holly (saison 2, épisode 10)
- 2004-2005 : Veronica Mars : Lynn Lester-Echolls (saison 1, épisodes 6, 10 et 12)
- 2007 : Entourage : Donna Devaney (saison 4, épisode 3)
- 2008 : Hannah Montana : Francesca Dontzig (saison 3, épisode 5)
- 2010 : Community : Chantelle Cahill (saison 1, épisode 22)
- 2011 : Big Time Rush : Brooke Diamond (saison 2, épisode 18)
- 2014 : Awkward : Eva Mansfield (saison 4, épisode 10)
- 2015 : Les Experts (CSI : Crime Scene Investigation) : Tori Nolan (saison 15, épisode 17)[12]
- 2015 : The Hotwives of Las Vegas : Kendra (saison 2, épisode 1)[12]
- 2017 : The Middle : Tammy Brooks (saison 9, épisode 3)
- 2018 : The Guest Book (en) : Loretta Preposterous (saison 2, épisode 6)
- 2019 : This Close : Priscilla (saison 2, épisode 3)
- 2021 : The Shrink Next Door : elle-même (épisodes 1 et 7)
- 2023 : American Horror Stories : Sheila Klein (saison 3, épisode 3)
- 2024 : So Help Me Todd (en) : Jennifer Gianola (saison 2, épisode 1)
- 2024 : Lopez vs Lopez (en) : elle-même (saison 2, épisode 8)

#### Téléfilms
- 1991 : Mensonges d'amour / La nuit du mensonge (en) (Lies Before Kisses) : Adrianne Arness
- 1995 : Disparu (en) (Vanished) : Marielle Delauney
- 1997 : Harcèlement mortel (Close to Danger) : Jennifer Cole
- 1998 : Nick Fury (Nick Fury: Agent of SHIELD) : Contesse Valentina « Val » de Allegro Fontaine
- 2000 : Le Mari d'une autre / La meilleure amie de sa maîtresse (Another Woman's Husband) : Laurel McArthur
- 2001 : Paroles de bébés (Oh, Baby) : Michelle Grant
- 2001 : Au-delà de l'infidélité (Sex, Lies & Obsession) : Joanna Thomas
- 2015 : Un baby-sitting pour deux (Bound & Baby-sitting) : Jane
- 2024 : Ma mère, mon enfer (Mommy Meanest) : Madelyn Keeting

#### Émissions
- 2003 : Pyramide (2 épisodes)
- 2006 : Dancing with the Stars (saison 2, éliminée, semaines 1 à 7)
- 2007 : The Janice Dickinson Modeling Agency (en) (saison 2, épisode 3)
- 2009 : Celebrity Ghost Stories (en) (saison 1, épisode 5)
- 2010 : Les Real Housewives de New York (saison 3, épisode 4)
- 2010 : Harry Loves Lisa (en) (saison 1)
- 2010 : All-Star Celebrity Treasure Hunt
- 2011 : The Celebrity Apprentice (saison 4, éliminée, semaines 1 et 2)
- 2012 : Celebrity House Hunting (saison 1, épisode 11)
- 2013 : All-Star Celebrity Apprentice (saison 6, éliminée, semaines 1 à 11)
- 2014 : Sing Your Face Off (en) (saison 1, semaines 1 à 6)
- 2014-2022 : Les Real Housewives de Beverly Hills (saisons 5 à 12)[13]
- 2015 : Les Real Housewives d'Orange County (saison 10, épisode 16)
- 2025 : The Traitors (saison 4)[14]

### Comédie musicale
- 2007 : Chicago : Roxie Hart[15]

## Carrière de présentatrice
- 1992 : The 8th Annual Soap Opera Digest Awards
- 2002-2006 : SoapTalk (en)
- 2003 : 18th Annual Soap Opera Digest Awards
- 2003 : SOAPnet Salutes ABC Daytime
- 2004 : SOAPnet Reveals ABC Soap Secrets
- 2005 : The I Do Diaries: Wacky Wedding Videos
- 2007 : Live at the Emmy Awards
- 2008 : TV Guide Live at the Emmy Awards
- 2016 : IHeart80s Party

## Distinctions
Sauf indication contraire ou complémentaire, les informations mentionnées dans cette section proviennent de la base de données IMDb.

### Récompenses
- 1994 : Soap Opera Digest Awards de la révélation féminine de l'année pour Des jours et des vies.
- 1995 : Soap Opera Digest Awards du couple le plus sexy de feuilletons dans Des jours et des vies partagée avec Robert Kelker-Kelly.

### Nominations
- 2003 : Daytime Emmy Award de la meilleure animatrice d'un tak-show pour SoapTalk.
- 2005 : Daytime Emmy Award de la meilleure animatrice d'un tak-show pour SoapTalk.
- 2006 : Daytime Emmy Award de la meilleure animatrice d'un tak-show pour SoapTalk.
- 2007 : Daytime Emmy Award de la meilleure animatrice d'un tak-show pour SoapTalk.
- 2020 : People's Choice Awards de la star de télé-réalité préférée de l'année dans Les Real Housewives de Beverly Hills.

## Voix francophones
| - Rafaèle Moutier dans : - Melrose Place (série télévisée) - Le Mari d'une autre (téléfilm) - Movie Stars (série télévisée) - Au-delà de l'infidélité (téléfilm) - Le Courtier du cœur - Veronica Mars (série télévisée) - Un baby-sitting pour deux (téléfilm) - Les Experts (série télévisée) - Juliette Degenne dans : - Nick Fury (téléfilm) - American Horror Stories (série télévisée) - The Middle (série télévisée) - Sybille Tureau dans : - Des jours et des vies (série télévisée) - So Help Me Todd (série télévisée) | et aussi - Anneliese Fromont dans Harcèlement mortel (téléfilm) - Emmanuèle Bondeville dans Touche pas à mes filles (série télévisée) - Laurence César dans Community (série télévisée) - Valérie Muzzi dans Awkward (série télévisée) - Pénélope Perdereau dans Les Real Housewives de Beverly Hills (télé-réalité) - Laura Blanc dans Ma mère, mon enfer (téléfilm) |